# Vallendar
Vallendar è una città di 8 333 abitanti della Renania-Palatinato, in Germania.
La città si trova sulla riva destra del Reno. Appartiene al circondario (Landkreis) di Mayen-Coblenza (targa MYK) ed è parte della comunità amministrativa (Verbandsgemeinde) di Vallendar.